# Koidu tänav (Tallinn)
La rue Koidu (estonien : Koidu tänav) est une rue de Tallinn en Estonie.

## Présentation
La rue Koidu traverse les quartiers Kassisaba et Uus Maailm de l’arrondissement Kesklinn.
La rue Koidu part de Paldiski maantee et s'étend initialement vers le sud, le dernier tiers de la rue se dirige vers le sud-est.
Elle croise les rues Amandus Adamsoni tänav, Wismari tänav, Roopa tänav, Luise tänav, Endla tänav, Suur-Ameerika tänav, Komeedi tänav, Saturn tänav, Väike America tänav, Videvik tänav, Kristiina tänav, Kiire, Virmalise tänav et Planeedi tänav et Pärnu maantee.
La rue Koidu se termine en croisant la rue Vana-Lõuna tänav.
La longueur de la rue est de 1,928 kilomètres.

## Lieux et monuments de la rue

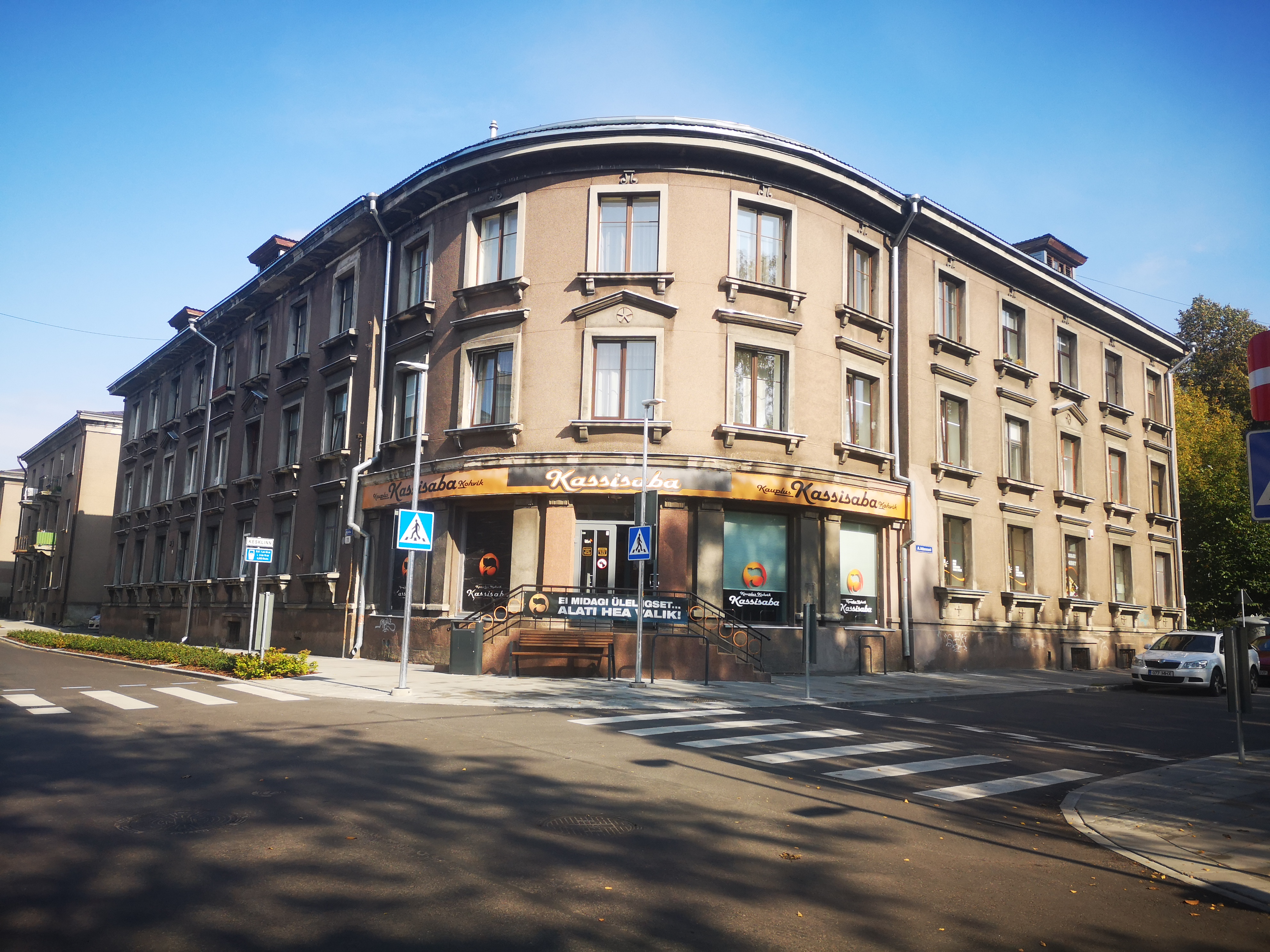
Koidu tänav 11
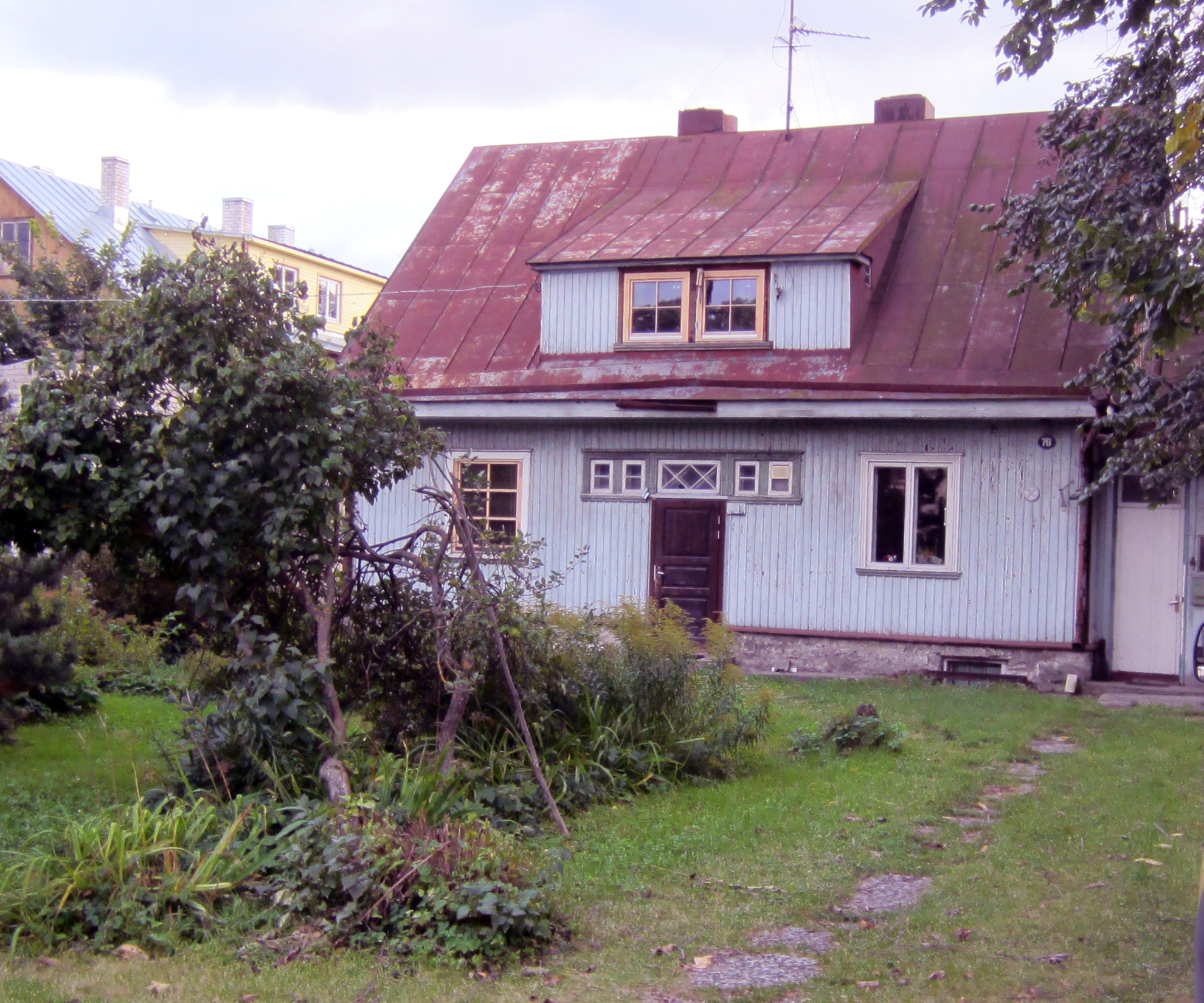
Koidu 78
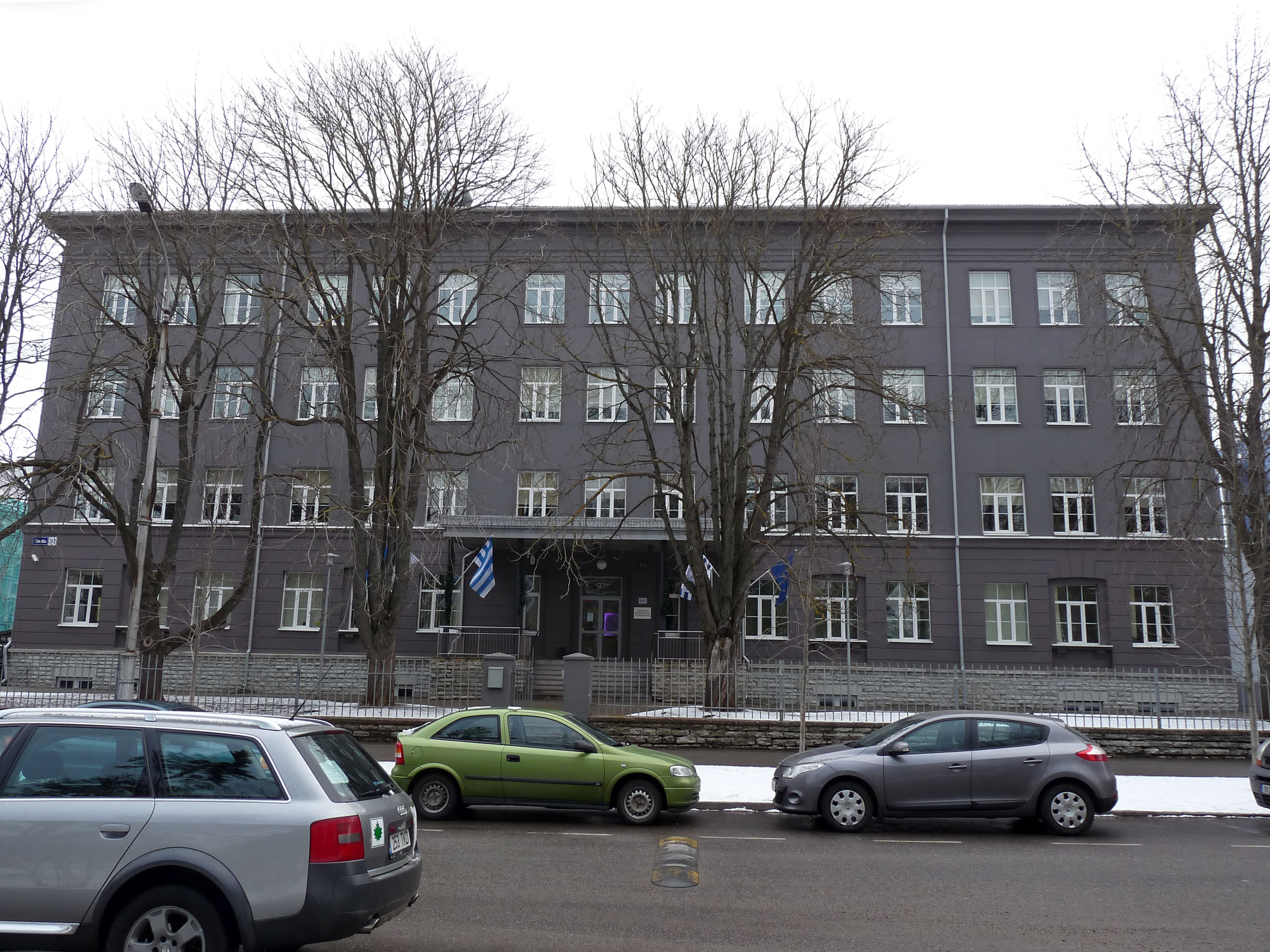
Koidu tänav 97
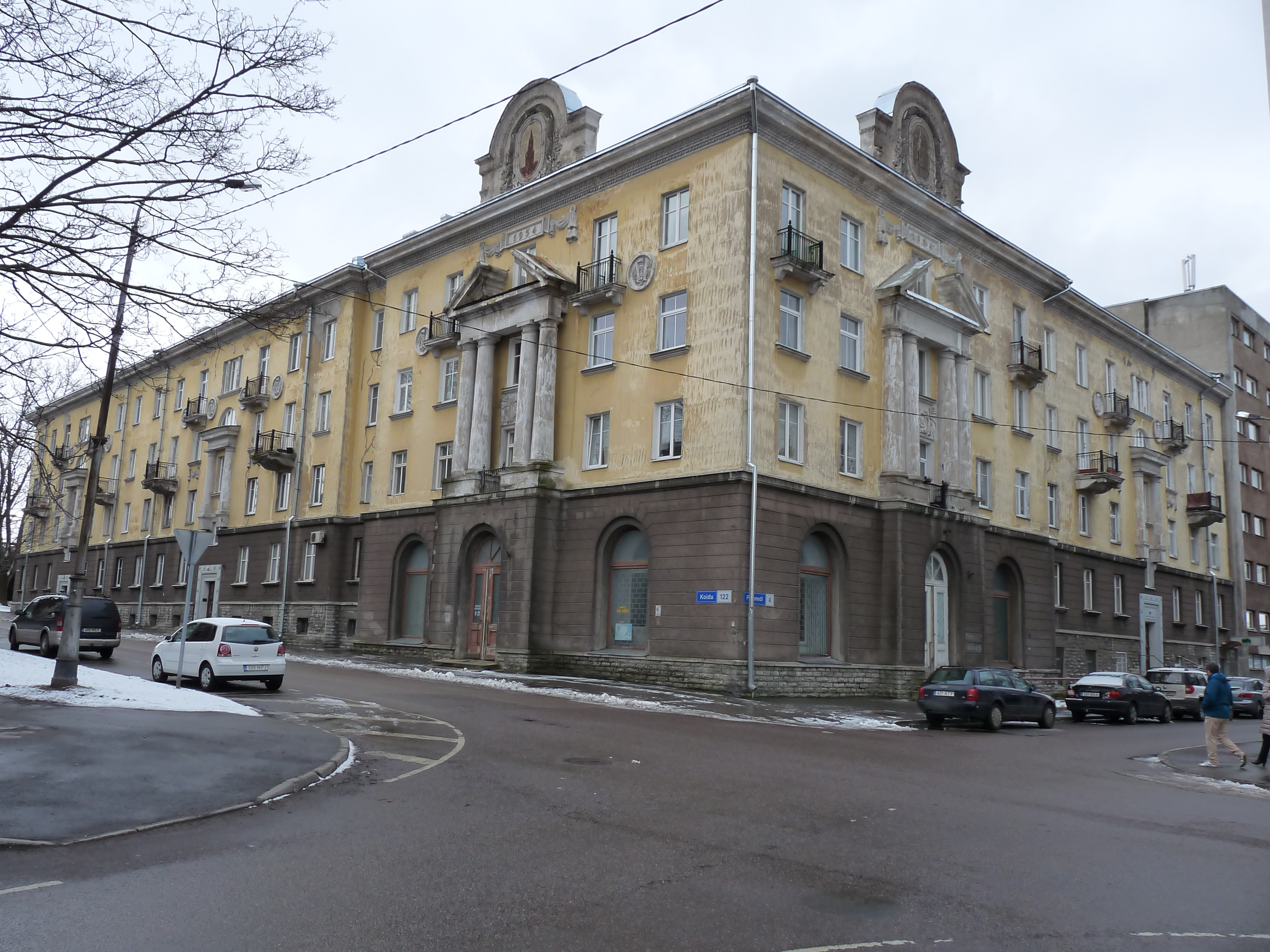
Koidu tänav 122
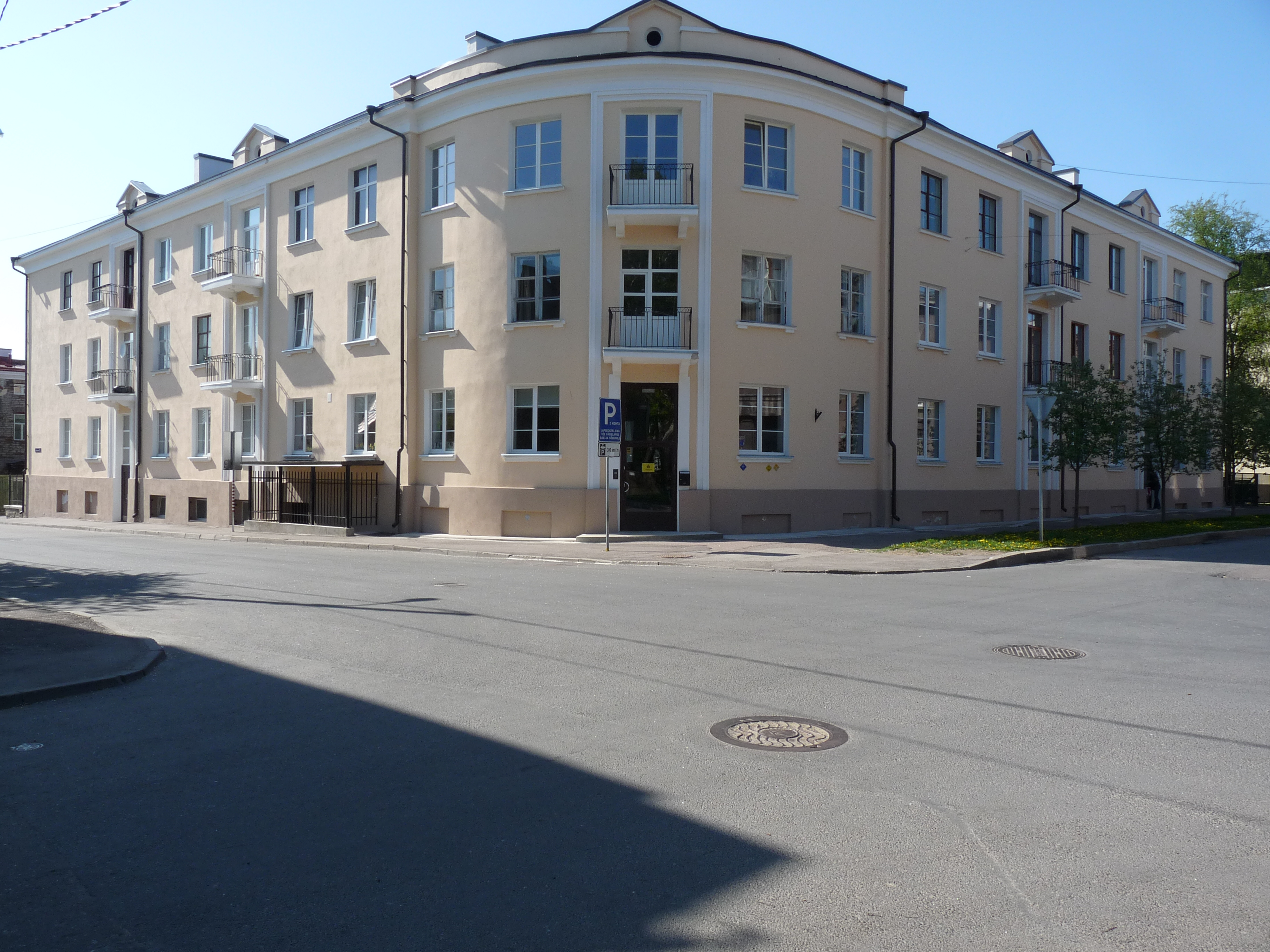
Koidu tänav et Amandus Adamsoni tänav.
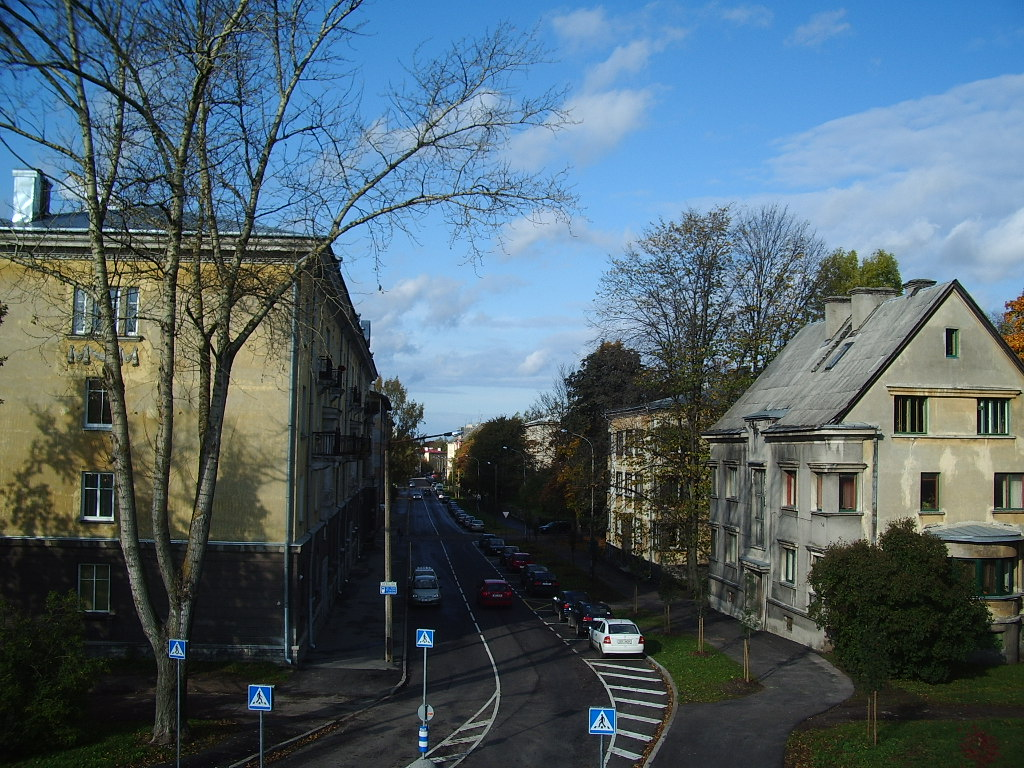
Koidu tänav